# He Pingping

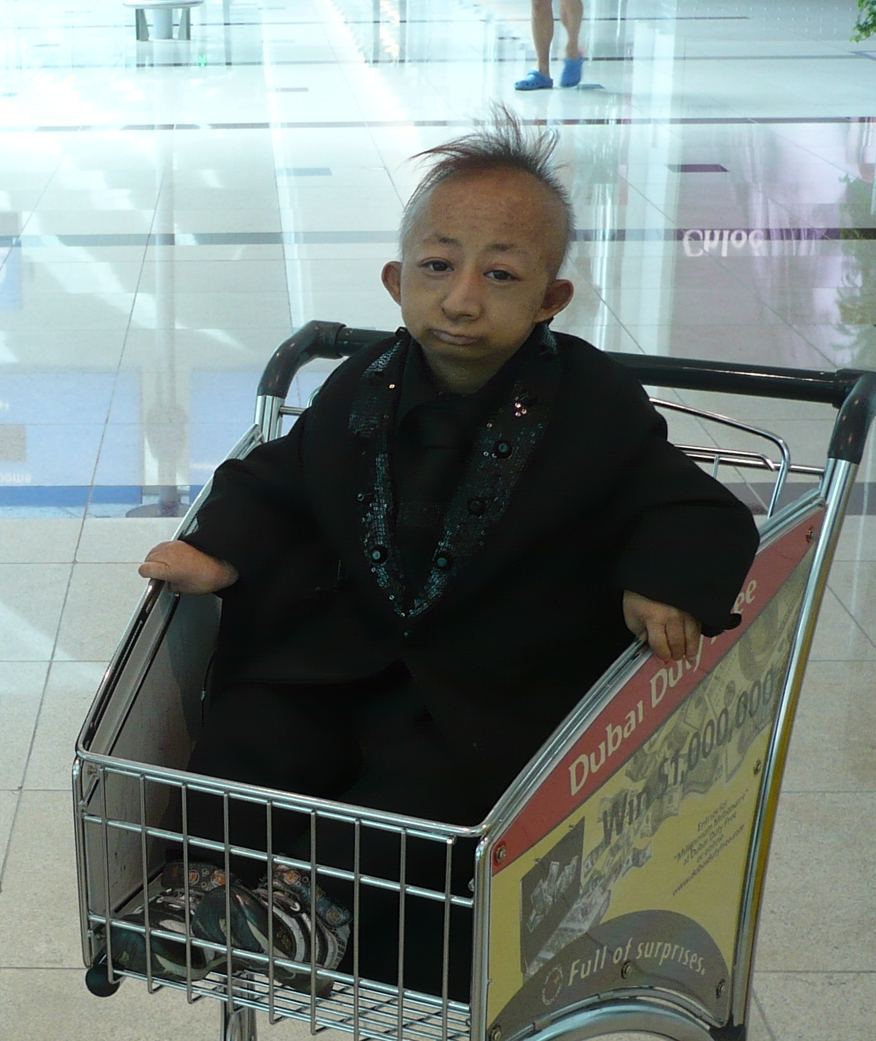
He Pingping, 2009

He Pingping (chinesisch 何 平平, Pinyin Hé Píngpíng; * 13. Juli 1988 in Huade, China; † 13. März 2010 in Rom) war bis 2010 der kleinste gehfähige Mann der Welt.
Der kleinwüchsige He hatte die Knochenkrankheit Osteogenesis imperfecta, die unter anderem zu einem verlangsamten Wachstum führte. Nach Angaben seiner Familie hatte er im Alter von 18 Jahren aufgehört zu wachsen. Seine beiden älteren Schwestern, mit denen He ein Café betrieb, sind normal groß.
He Pingping wurde von einem Journalisten in seinem Heimatdorf entdeckt. Er wurde im März 2008 offiziell vermessen und mit einer Größe von 74,61 Zentimetern im Guinness-Buch der Rekorde zum weltweit „kleinsten lebenden Mann (beweglich)“ erklärt. In der Folge wurde He ein Liebling der Medien und trat in verschiedenen Talkshows auf. Im Jahr 2008 und 2009 präsentierte He, der ein beliebter Werbeträger des Guinness-Verlags geworden war, das neue Guinness-Buch der Rekorde vor der Weltpresse und reiste dafür unter anderem nach Japan, Deutschland und Amerika. Verschiedene PR-Termine brachten den „umtriebige[n] und medienaffine[n]“ He mit anderen Rekordhaltern zusammen, darunter den größten Menschen der Welt, Bao Xishun (236 cm) im Jahr 2007 und Sultan Kösen (247 cm) im Jahr 2010, sowie der Frau mit den laut Guinness-Buch längsten Beinen der Welt, Swetlana Pankratowa.
He verstarb am 13. März 2010 im Alter von 21 Jahren während der Dreharbeiten zu einer Fernsehshow an einem Herzinfarkt. Der Kettenraucher war bereits zwei Wochen zuvor wegen Brustschmerzen behandelt worden. Der Chefredakteur des Guinness-Buch der Rekorde, Craig Glenday, würdigte He als „Inspiration für alle […], die anders oder ungewöhnlich sind“, und stellte fest, dass er „für einen solch kleinen Mann […] großen Eindruck rund um die Welt gemacht habe“. In der in seinem Todesjahr erschienenen Ausgabe des Guinness-Buchs der Rekorde wurde an He erinnert, noch bevor ein Nachfolger feststand. Anfang September 2010 wurde schließlich der 24-jährige Kolumbianer Edward Niño Hernández (70,21 cm) zum kleinsten lebenden Mann gekürt, der vier Zentimeter kleiner als He ist. Im Oktober desselben Jahres übernahm der Nepalese Khagendra Thapa Magar (67,08 cm) den Titel, nachdem er volljährig geworden war.